# Noble Savage
Noble Savage (с англ. — «Благородный дикарь») — третий студийный альбом американской хеви-метал группы Virgin Steele. Выпущен в 1985 году на лейбле Cobra Records, в ФРГ вышел на лейбле Steamhammer в 1985-м и позже в 1987-м.
После ухода из группы Джека Старра, гитариста и основателя коллектива, на его место по инициативе ДеФейса приходит его школьный друг, Эдвард Пурсино, с которым и был записан этот и все последующие альбомы группы.
Альбом был хорошо принят. Так, рецензент Уве Лерх из немецкого журнала Rock Hard дал альбому 9,5 баллов из 10 возможных, похвалив тексты песен и отметил песни «We Rule the Night», «Thy Kingdom Come», «Fight Tooth and Nail», «The Evil in Her Eyes», особо выделив инструментальную композицию «Image of a Faun at Twilight».
Автором обложки альбома является канадский художник Хью Сайм, в дальнейшем работавший с такими коллективами как Fates Warning (1989—1994), Queensrÿche (1994—1997), Iron Maiden (1995) и др.

## Список композиций
Автор всех текстов — Дэвид ДеФейс. Композиция № 4 — инструментальная.
| №                   | Название                      | Музыка                       | Длительность |
| ------------------- | ----------------------------- | ---------------------------- | ------------ |
| 1.                  | «We Rule the Night»           | Дэвид ДеФейс, Эдвард Пурсино | 5:40         |
| 2.                  | «I’m on Fire»                 | Дэвид ДеФейс, Эдвард Пурсино | 3:56         |
| 3.                  | «Thy Kingdom Come»            | Дэвид ДеФейс                 | 3:41         |
| 4.                  | «Image of a Faun at Twilight» | Дэвид ДеФейс                 | 1:16         |
| 5.                  | «Noble Savage»                | Дэвид ДеФейс                 | 7:30         |
| 6.                  | «Fight Tooth and Nail»        | Дэвид ДеФейс                 | 3:32         |
| 7.                  | «The Evil in Her Eyes»        | Дэвид ДеФейс, Эдвард Пурсино | 4:44         |
| 8.                  | «Rock Me»                     | Дэвид ДеФейс, Эдвард Пурсино | 3:38         |
| 9.                  | «Don’t Close Your Eyes»       | Дэвид ДеФейс                 | 5:07         |
| 10.                 | «The Angel of Light»          | Дэвид ДеФейс                 | 7:00         |
| Общая длительность: | Общая длительность:           | Общая длительность:          | 46:04        |

## Участники записи
- Дэвид ДеФейс — вокал, клавишные;
- Эдвард Пурсино — гитара;
- Джо О’Рейлли — бас-гитара;
- Джоуи Айвазян — ударные.
- Аль Фалькон — звукоинженер;
- Джерри Комито — ассистент инженера;
- Джордж Грейвес — мастеринг;
- Джеффри Томас — фотограф;
- Хью Сайм — художник обложки;
- Продюсер — Дэвид ДеФейс

## В массовой культуре
Песня «Noble Savage», давшая название альбому стала одной из самых популярных и известных песен группы, во многом благодаря необычной на то время структуре и звучанию.
Песня «We Rule the Night» использовалась как саундтрек в канадском фильме ужасов «Кошмар зомби» (1986 год).

## Переиздания
Всего, альбом выдержал 4 переиздания — в 1997 году лейблом Noise Records, в 2008 — компанией Dockyard 1 и в 2011 компанией SPV GmbH. Все переиздания содержали в себе по несколько бонус-треков, включая живые выступления, инструментальные композиции и всевозможные ремиксы некоторых песен с данного альбома.